# Académie de La Réunion

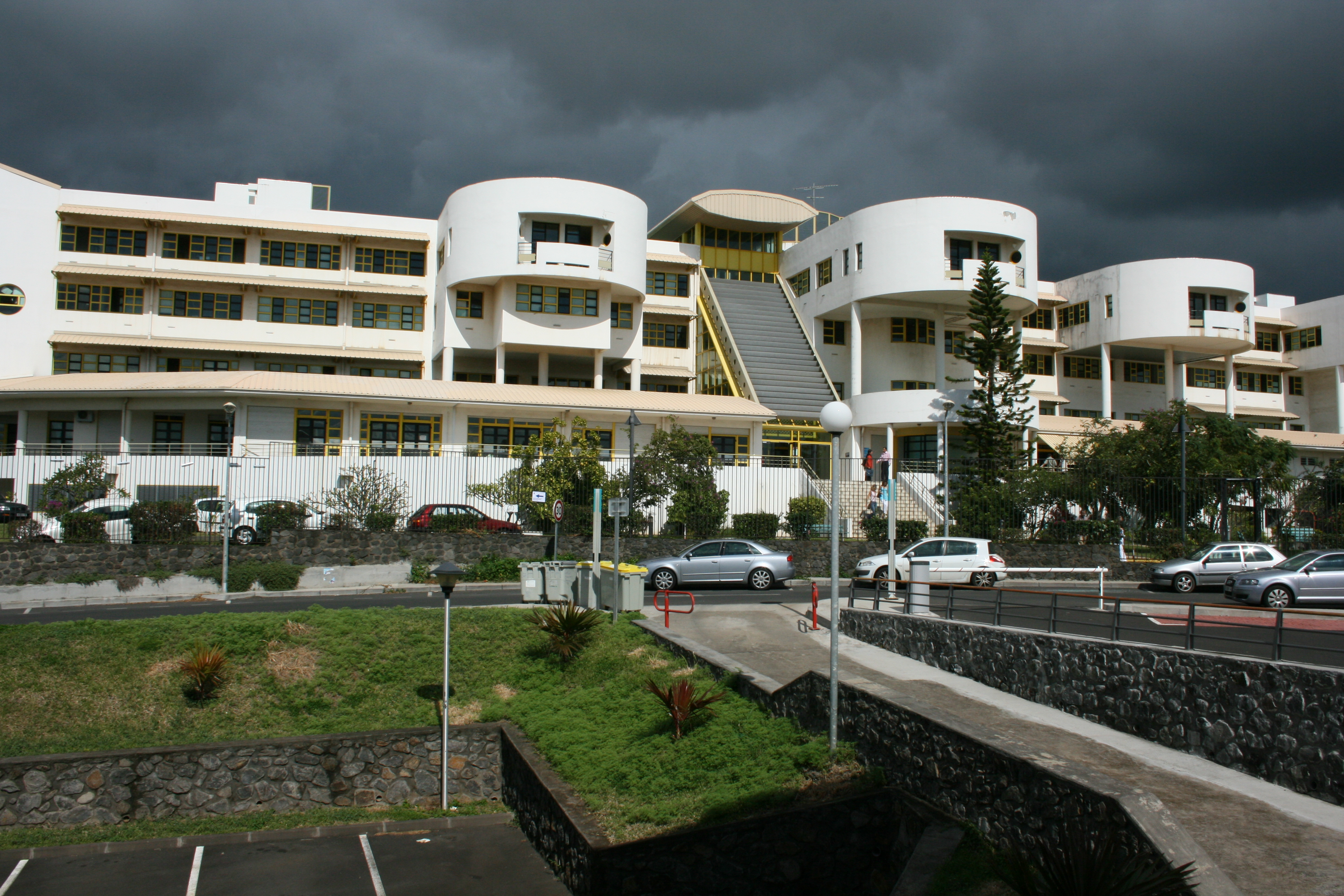
La façade arrière du rectorat de La Réunion vue depuis le campus de l'université de La Réunion, au Moufia.

L'académie de La Réunion, créée le 1er décembre 1984, est la circonscription administrative de l'Éducation nationale à La Réunion. Depuis le 1er janvier 2016, son organisation a été adaptée au nouveau cadre de l'organisation territoriale et son périmètre correspond à celui de la région académique La Réunion.
Elle est gérée par un recteur de région académique, actuellement Rostane Mehdi, qui succède à Pierre-François Mourier le 23 octobre 2024.
L'académie de La Réunion dispose d'un calendrier scolaire adapté pour tenir compte des grandes chaleurs de l'été austral.
Le rectorat, qui rassemble les services administratifs, est situé dans le quartier de Sainte-Clotilde à Saint-Denis.